# 6496 Kazuko
6496 Kazuko eller 1992 UG2 är en asteroid i huvudbältet som upptäcktes den 19 oktober 1992 av de båda japanska astronomerna Kazuro Watanabe och Kin Endate vid Kitami-observatoriet. Den är uppkallad efter den japanska astronomen Kazuko Ōtsuka.
Asteroiden har en diameter på ungefär 7 kilometer och den tillhör asteroidgruppen Eunomia.